# Savlje
Savlje so del Ljubljane, ležijo na severu med Klečami in Ježico. Nahajajo se ob cesti, ki povezuje Ježico in Šentvid, manjši del naselja, imenovan Spodnje Savlje pa ob Obvozni, nekdaj Nemški cesti. 
V križišču Saveljske ceste in ulice Savlje je urejeno obračališče mestne avtobusne linije št. 14. Mimo poteka tudi železniška proga Ljubljana - Kamnik, ob kateri se nahaja tudi ŠRC Ježica.
V naselju je bil nekdaj sedež tovarne Tonosa (Tovarna nogavic Savlje).

## Izvor imena
Vas je dobila ime po prebivalcih ob reki Savi, ki teče v bližini. 

## Zgodovina
Savlje se v virih pojavijo prvič leta 1282 kot Sevlach, kar je nemški zapis imena v Savljah.
Izmed vseh vasi Ljubljanskega Posavja, so bile Savlje omenjene prve.
Skozi celotno zgodovino je bila vas kmečka. Še v stari Jugoslaviji sta bili vasi Savlje in Kleče pretežno kmečki, lepi z veliko gruntarskih in nekaj večjih kmetij, ki so bile skrbno urejene in vodene. Vasi sta bili strnjeni, z lepo lego, kar sta ohranili še danes. V nekdanji Ježenski občini so Savlje in Kleče prve dobile električno luč iz nekdanje Česnove elektrarne na Brodu ob Savi. To je bilo v letih 1919-1920. Znani gostilni v Savljah sta bili pri Jožetu in Perdanu. Tukaj so bile tudi tri manjše trgovine, imeli so kovača, kolarja, sedlarja in krojača. Po eletrifikaciji vasi je tudi kmetijska zadruga dobila stroje na električni pogon. To staro zadrugo ki je nastala še v Avstriji so vodili pretežno liberalni kmetje, ki so nudili usluge kmetom za mlačev, celo na Ježico in Stožice, dokler niso dobile elektrike. Proti koncu tridesetih let so se v saveljski kmetijski zadrugi vse močneje in s podporo uveljavili klerikalci ki so ustanovili svojo kmetijsko zadrugo in zgradili zadružno shrambo. Ta zadruga je po vojni ugasnila. 

### 2. svetovna vojna
11. aprila 1941 so na območje prispeli italijanski vojaki, kmalu za njimi pa nemški. Italijansko nemško mejo so postavili po glavni cesti, tako da so si Kleče in Savlje razdelili na pol. Cesta je pripadla Nemčiji. Zapore so postavili na mostu v Savlje, čez kamniško progo in pri transformatorju v Klečah Italijani, Nemci pa pri Unkovi gostilni v Klečah. Saveljci in Klečani so bili razdeljeni med oba okupatorja in niso smeli uporabljati ceste skozi vas. Kdor je prestopil državno mejo, je končal v zaporu. Posledica takšne meje so bila neobdelana Polja na obeh straneh meje. Meja takrat še ni bila natančno določena. Kasneje so jo premaknili severno od obeh vasi. Potekala je po spodnjem polju Produ. Tako sta obe vasi ostali v Italijanski okupaciji. Na omenjenem polju so Nemci zgradili nemško cesto (danes Obvozna cesta) in novo železniško zvezo z gorenjsko železnico mimo Črnuč do Laz. Mejo pod Savljami in Klečami so Nemci opremili z žičnimi ovirami, minskimi polji in visokimi stražarskimi stolpi, ki so ponoči osvetljevali mejno področje. Glavni mejni prehod je bil na Ježici, na prostoru kjer je sedaj avtobusno obračališče. V Savljah v tovarni pri Vidmarju so se stalno zadrževali posamezni člani gestapa. 4. Oktobra 1941 je borbena skupina na nekdanjem lesenem saveljskem mostu čež kamniško progo, čakala na okupatorjeve vojake da jih razoroži. S kolesom se je pripeljal finančni stražnik – miličnik Ernest Gregori. Pozvan je bil naj se preda in dvigne roke. Ker je poskušal uporabiti orožje, ga je skupina ustrelila. Posledično so karabinjeri že naslednji dan aretirali vso Kosovo družino iz Savelj, brivskega mojstra na Ježici in njegove zaposlene. Kasneje so jih izpustili saj je bilo ugotovljeno, da so nedolžni.

### Osvobodilno gibanje
Poleti 1941 je bilo organizirano prvo osvobodilno gibanje v Savljah, s sedežem v delavnici sedlarja Petra Klemena. Tukaj so se sklepale prisege Narodne zaščite. Centralna tehnika KPS pa je tukaj zgradila tudi skrivališče za sedlarske izdelke, ki jih je Peter izdeloval za partizane. Po italijanski ofenzivi na partizane 1942 in nastanitvi belogardistov v Klečah je postalo delo OF vsak dan težje. Veliko aktivistov je odšlo v partizane nekatere pa je okupator ubil ali odpeljal v internacijo.
V Saveljski postojanki so belogardisti uporabljali za aretirane in zaslišane dve manjši kleti pod hišo. Tu so zadrževali tudi po 15 do 20 jetnikov naenkrat. Zasliševali so tudi v kleti. Sem so prihajali zasliševat uslužbenci tajne italijanske policije, npr dr. Loch., policijski agentje, Franc Pernišek iz Stožic, zasliševali pa so največ belogardisti sami.

### Obdobje komunizma in socializma
Po vojni se je vas precej povečala, zgrajene so bile nove hiše, pozidano je bilo celotno območje med železnico in Klečami. Blokov tukaj niso gradili, tako da je vas delno le ohranila svojo identiteto. Zgrajena je bila tudi Tovarna nogavic Savlje (Tonosa) in v njej je krajši čas deloval slavni slovenski muzikant Slavko Avsenik. Ob zvoku stroja v tej tovarni se mu je porodila ideja za danes ponarodelo skladbo Na Golici.

## Danes
V zadnjih petnajstih letih je bilo podrtih več hiš, starosti od 30 – 50 let, še ne dotrajanih in uporabnih. Različne gradbene investitorje je zamikala bližina Ljubljane, tako so bile na mestih podrtih hiš zgrajene nove hiše, večinoma večstanovanjske, ki so prinesle velik zaslužek posameznim osebam. Arhitektura oziroma skladnost objektov z okolico, teh oseb ni preveč zanimala, tako najdemo dosti primerov stavb, ki močno izstopajo od dejanske podobe vasi. Najnovejša ponudba v Savljah je prenočitveni obrat Slovenska hiša Vida in je ena prvih turističnih ponudb v vasi. Kmetijstvo, ki je bilo skozi celotno zgodovino zaščitni znak vasi, je močno upadlo. Danes je kmetov le še nekaj, za njihovo večjo prepoznavnost pa je poskrbel novejši projekt Pot dobrot.

## Demografija
1787 – 31 hiš – 201 prebivalcev
1936 so imele Kleče in Savlje skupaj 150 volivcev, od tega je bilo 79 delavcev. Nekaj jih je delalo v vodarni v Klečah, v tovarni nogavic Stane Vidmar v Savljah pa so imeli skoraj samo žensko delovno silo.
2013 je bilo v četrtni skupnosti Posavje 9.547 prebivalcev, od tega je v Savljah bivalo približno 8% (700-800) prebivalstva, v približno 250 stanovanjskih stavbah (podatki so neuradni). Uradni podatki veljajo samo za celotno četrtno skupnost, saj se podatkov za. V neuradnih podatkih so zajete stavbe spodaj omenjenih ulic. 

## Ulice
Ulica Pavle Jeromnove – Imenovana po Pavli Jeromen (1919-1944), rojeni v Klečah. Bila je aktivistka OF in delavka v tovarni Stora. Umrla je v Auschwitzu, kamor so jo odpeljali domobranci.
Čemažarjeva ulica – Imenovana po Lovru Čemažarju – Tončku (1901-1944), rojenem  v Savljah. Bilj je čevljar in borec, umrl je v taborišču Wittemberg pri Hanovru, kamor so ga odpeljali domobranci.
Kregarjeva ulica – Imenovana po Tonetu Kregarju (1912-1942), rojen v Klečah. Bil je aktivist OF, umrl je v Mariboru, kjer je bil ustreljen kot talec.
Kerševanova ulica – Imenovana po Dušanu Kerševanu (1923-1943), rojen v Klečah. Bil je mladinski aktivist OF, borec Tomšičeve brigade, padel v bližini Rakeka v brigadnem tanku, ki je zavozil na mino.
Ziljska ulica – imenovana po Ziljski dolini na Avstrijskem Koroškem. 
Hribernikova ulica – Imenovana po Simonu Hriberniku (1904-1942) rojenem v Golici pri Zgornjem Tuhinju, aktivist OF. Ubila ga je italijanska patrulja v bližini vodarne v Klečah, ko se je vračal z dela.
Kosova ulica – imenovana po Jožetu (1912-1942), Štefanu (-1942), in Francki Kos (1920- 1943). Jože je bil borec, zdravil se je v bolnišnici Ognjenca pri Loškem potoku, po izdaji so ga ubili med italijansko ofenzivo. Štefan je bil borec in komandir Delavske čete, zajeli so ga Italijani in ustrelili v Velikem gabru pri Trebnjem. Francka je bila aktivistka in borka v Gubčevi brigadi. Padla kot bolničarka v bojih pri Žužemberku.
Saveljska cesta – naslov nosijo hiše ob cesti, ki poteka skozi vas v smeri sever – jug.
Savlje – naslov nosijo hiše ob glavni cesti, ki poteka skozi vas v smeri vzhod – zahod, ter hiše v ulici med Čemažarjevo in Kerševanovo ulico.
Cesta Urške Zatlerjeve – rojena 1904 v Savljah, bila je uradnica in predvojna revolucionarka, članica KPJ, aktivistka OF in radiotelegrafistka pri glavnem štabu NOV in POS, padla je oktobra 1944 na Riglju pri Dolenjskih Toplicah. Po njej je imenovan tudi vrtec pri stari osnovni šoli na Ježici in krajevna skupnost v novem stanovanjskem naselju v nekdanji zgornji Mali vasi.
Selanova ulica – Imenovana po Matiji Selanu (1892- 1969), kolarju iz Kleč, aktivist OF. Leta 1944 so ga domobranci odpeljali na prisilno delo v Nemčijo, od kjer pa je pobegnil. Po vojni je bil aktivist v Savljah in Klečah.
Pred Savljami – ime nosijo hiše v novejšem naselju v južnem predelu Savelj.

## Znamenitosti
Kapelica svete Marije – zgrajena v začetku 20. stoletja.
Vaško jedro - Obcestni del vasi z ohranjeno historično zazidalno strukturo. Večina pritličnih hiš, kritih s strmimi simetričnimi opečnimi strehami stoji prečno na cesto. V globino dvorišča se v nizu nadaljuje gospodarski del objekta. Prva omemba 1161. Vpisano v register nepremične kulturne dediščine.
Vila Selanova 20 – Enonadstropna družinska vila. Pravokotni tloris s položnejšim strešnim naklonom. Fasade oblikovane delno v ometu in poudarjene s kamnitimi in kovanimi členi. Pripadajoča vrtna ureditev. Prva polovica 20. stol.

## Praznovanja
Štehvanje - stara ljudska igra, ki izvira iz Ziljske doline na avstrijskem koroškem. Začetki v Ljubljani segajo v leto 1935, ko je etnomuzikolog France Marolt to konjeniško igro želel pokazati na folklornem festivalu v Ljubljani. Zanjo je navdušil fante iz vasi ljubljanskega Posavja: iz Kleč, Savelj, Ježice, Stožic in Male vasi, ki so veljali za dobre jahače in rejce konj. Na začetku so igro prirejali na različnih delih okolice Ljubljane v času vojne pa je povsem zamrla. Leta 1954 so igro zopet obudili in priredili tekmovanje v Savljah. Od takrat se igro prireja vsako leto, prizorišča pa se na več let menjajo, tokrat samo v mejah Ježice, Savelj in Kleč. Tekmovanje poteka v Juniju.
Igra poteka tako, da se v tla zabije lesen drog, na katerega se povezne lesen sodček obit z leskovimi obroči. Fantje nato jezdijo mimo v gorenjski narodni noši in zbijajo sodček s posebnimi kovinskimi kiji. Fantje ob razbijanju soda zbirajo točke. Zmagovalec je tisti, ki zbere največ točk. Igra ima tekmovalni značaj in poteka nekoliko drugače kot v Ziljski dolini.
Leta 2012 je bila vpisana v register žive kulturne dediščine.